# Hanaa Ben Abdesslem
Hanaa Ben Abdesslem, née le 18 octobre 1990 à Nabeul, est un mannequin tunisien.

## Biographie
Née dans une famille conservatrice, elle suit des études pour devenir ingénieur en génie civil à Nabeul.
Hanaa Ben Abdesslem, 1,80 m, est la protégée de Farida Khelfa l'ancien top model française d'origine algérienne qui l'a beaucoup soutenue tout comme la manager de Hanaa, la Saoudienne Sophie Galal, ainsi que Carine Roitfeld qui lui a permis d'accéder à Givenchy en 2010. Farida Khelfa est proche du couturier Jean Paul Gaultier chez qui Hanaa a commencé à défiler juste après son passage à l'émission Mission Fashion au Liban en 2007. On a pu également la voir défiler pour Hermès, Chanel, ainsi que pour le premier défilé haute couture de Giambattista Valli en 2011,.
Depuis début 2012, elle est l'égérie publicitaire de la marque Lancôme et succède ainsi à Penélope Cruz ou encore Julia Roberts.
En 2017, elle apparaît sur la couverture de Vogue Arabia.

### Articles de presse
- Nathalie Dolivo, « Hanaa Ben Abdesslem, Top révolution », Elle, no 3443,‎ 23 décembre 2011, p. 154-157 (ISSN 0013-6298, lire en ligne).
- Marion Louis, « Beauty VIP : Hanaa Ben Abdesslem », Madame Figaro,‎ 20 janvier 2012 (ISSN 0246-5205, lire en ligne, consulté le 6 octobre 2017).